# Kenneth Sitzberger
Kenneth Sitzberger, né le 13 février 1945 à Cedar Rapids et mort le 2 janvier 1984 à Coronado (Californie), est un plongeur américain. Il a été marié à la plongeuse américaine, également médaillée olympique, Jeanne Collier.

## Palmarès

### Jeux olympiques
- Tokyo 1964
  -  Médaille d'or en tremplin 3 mètres[1].